# Al Mina (Dubai)
Al Mina (in arabo الميناء‎?), detto anche Madinat Dubai Al Melaheyah (in arabo مدينه دبي المالحيه‎?), o anche Mina Rashed, è un quartiere (o comunità) di Dubai, negli Emirati Arabi Uniti. Si trova nella zona nord-occidentale di Bur Dubai.

## Territorio
Il territorio si sviluppa su un'area di 14,9 km² nella zona nord-occidentale di Bur Dubai, lungo la costa del Golfo Persico. 
Sul lato orientale il quartiere è delimitato dalla Al Mina Road, che proseguendo verso nord, dopo l'incrocio con la Khalid Bin Al Waleed Road, cambia nome e diventa la Al Khaleej Street che costeggia Port Rashid e quindi tramite il tunnel di Al Shindagha attraversa il Dubai Creek e si collega con la zona di Deira. Nella zona centrale in quartiere è attraversato quasi completamente dalla Jumeirah Road che separa la zona costiera e portuale dalla zona residenziale.
Al Mina è un quartiere prettamente industriale che comprende il porto di Port Rashed, i bacini di carenaggio Dubai Dry Docks e il polo industriale polivalente di Dubai Maritime City.
Nella zona più interna del quartiere sono presenti prestigiosi alberghi e zone per il commercio e gli affari. Fra questi:
- Hilton Garden Inn Dubai Al Mina.[5]
- Hyatt Place Dubai Jumeirah.[6]
- Al Hudaiba Awards Building. Un prestigioso complesso sito presso l'Etihad Museum che ospita uffici governativi, società private e appartamenti residenziali.[7]

Un sito di grande interesse turistico è costituito dalla Queen Elizabeth 2. Questo grande transatlantico, entrato il servizio nel 1969, ha percorso per quasi 40 anni la rotta fra Southampton e New York. Fu disarmata nel 2008 e destinata a essere usata come Hotel Galleggiante e Museo a Dubai. Dopo alterne vicende la nave fu finalmente ristrutturata e aperta al pubblico come hotel galleggiante il 18 aprile 2018. La nave si trova a Port Rashid, nell'ex terminal crociere.
Non ci sono fermate della Metropolitana  nel quartiere.